# مارك موسى
مارك موسى (بالإنجليزية: Mark Musa)‏ هو مترجم أمريكي، ولد في 1934، وتوفي في 31 ديسمبر 2014.